# Irkuck (Polska)
Irkuck  – dawna wieś w województwie lubelskim, w powiecie włodawskim, w gminie Włodawa. Leżała w lesie między Żłobkiem a Lutą, na południe od Okuninki i na północ od Osowej, na obszarze współczesnego Sobiborskiego Parku Krajobrazowego.

## Historia
Irkuck to dawny folwark, wspominany już w spisie wsi z 1827 roku. Pod koniec XIX wieku były tu dwa domy należące do parafii Orchówek, a miejscowość obejmowała 382 mórg obszaru. Irkuck wchodził w skład dóbr włodawskich należących do Zamoyskich, których właścicielem był Konstanty Zamoyski (wnuk Augusta) i jego żona Natalia z Lubomirskich. Nazwę Irkuck wieś otrzymała nieprzypadkowo, gdyż to właśnie tu osiedlili się dawni polscy zesłańcy skazani przez carat na zesłania do Irkucka na Syberii.
W okresie międzywojennym należał do gminy Sobibór w powiecie włodawskim, w województwie lubelskim. 14 października 1933 wszedł w skład nowo utworzonej gromady Osowa w gminie Sobibór, składającej się ze wsi Osowa, kolonii Irkuck, leśniczówki Hańsk i folwarku Zawołocze. Irkuck w okresie międzywojennym posiadał typową dla polskiej wsi drewnianą zabudowę z domami krytymi strzechą; jedynie bogatsi gospodarze posiadali domy kryte dachówką. Był zamieszkiwany przez Polaków, Ukraińców, Żydów i Niemców.
Podczas II wojny światowej znalazł się w Generalnym Gubernatorstwie, w powiecie Cholm w dystrykcie lubelskim. W 1943 roku Irkuck liczył 80 mieszkańców.
W ramach walki z bandami UPA przeprowadzono tzw. akcję „Wisła”, której celem było przesiedlenie ludności narodowości ukraińskiej i rusińskiej podejrzewanej o sprzyjanie i pomoc bandom UPA. W wyniku tej akcji wysiedlono mieszkańców Irkucka. Ostatecznie Irkuck został wymazany z mapy po 1947 roku.
Po Irkucku pozostał jedynie uszkodzony krzyż z czerwonego kamienia, na którego postumencie nadal widnieje inskrypcja w języku ukraińskim.